# Национальный музей истории Азербайджана
Национальный музей истории Азербайджана (азерб. Milli Azərbaycan tarixi  muzeyi) — музей истории Азербайджана, основанный в 1920 году. Расположен в столице Азербайджана, в городе Баку.

## История
В июне 1920 года в отделении внешкольных дел народного комиссариата просвещения Азербайджанской ССР был создан подотдел «Музэкскурс», позднее получивший статус музея — «Учебный музей родного края — Истиглал».
В дальнейшем музей несколько раз менял своё название (так, согласно В. А. Шнирельману, в 1920-е гг. он какое-то время назывался «Музеем истории народов Азербайджана»). С июля 1920 года музей функционировал в особняке известного нефтепромышленника и мецената Гаджи Зейналвбдин Тагиева. 25 октября 1920 года музей был переименован в «Государственный музей Азербайджанской ССР», а в мае 1921 года он уже принял своих первых посетителей.
В 1925—1960-х годах музей использовался и как археологический центр Азербайджанской ССР. Руководством были организованы археологические экспедиции в Нахичевани, Габале, Ходжалы, Гяндже, Мингечауре и других городах под руководством археологов Давуда Шарифова, Евгения Пахомова, Исхака Джафарзаде, Салеха Газиева, Мамедали Гусейнова.
В 1968 году в музее была создана группа подводной археологии под руководством Виктора Квачидзе. Группа вела подводно-археологические исследования прибережной части азербайджанского сектора Каспия. В данный момент в музее действует 6 отделов (отдел экспозиции и фонда древнего и средневекового периода, отдел экспозиции и фондов нового периода, отдел экспозиции и фондов новейшего периода, отдел фондов нумизматики и эпиграфики, отдел фондов этнографии, отдел научных экскурсий и массовой работы), а также лаборатория реставрации музейных экспонатов, группа художественного оформления, группа безопасности экспозиции, производственная группа, комиссия по приёму и закупке экспонатов, библиотека.
Фонды музея насчитывают свыше 300 000 единиц хранения. 20 000 из них выставлено в экспозиции, остальное хранится в научных фондохранилищах — нумизматическом (свыше 150 000), археологическом (93 000), этнографии (9000), оружейном (2300), научном архиве (12 000), фонде драгметаллов (15 000), негативов (10 254), фонде редких книг (4570). Музей издаёт сборник статей «Материалы по истории Азербайджана».
В 2004—2007 годах проводилась реставрация, а также реконструкция музея по старым эскизам. В реставрации здания принимали участие также инженеры из Италии.
В ноябре 2005 года постановлением Кабинета министров музею был присвоен статус национального.
28 декабря 2007 года музей был открыт после реставрации. В его открытии принимали участие Президент Азербайджанской Республики Ильхам Алиев и его супруга Мехрибан Алиева.

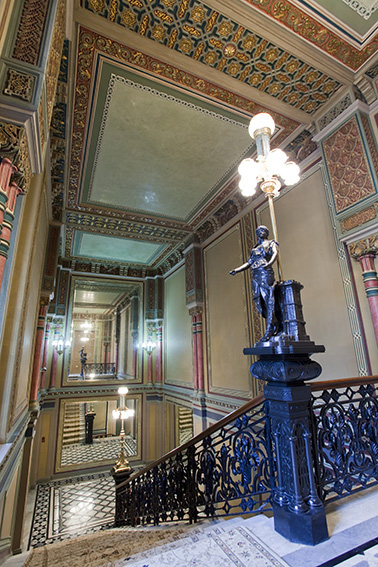
Парадная лестница, ведущая в Восточный зал

В начале XXI века в Национальный музей истории были доставлены:
- медали Российской Федерации «в память 200-летия победы в Отечественной войне (1812 год)» (2013)[9].
- кешкюль (сумка дервишей) из города Тебриз в Иранском Азербайджане, относящийся к первой половине XX века. (2017)[10].
- сумка из паласа, сшитая в конце XIX — начале XX веков. Эта сумка использовалась для хранения одеял, а также матрасов. (2017)[11].
- шесть тенге из серебра, в своё время принадлежавших принцу Государства Ширваншахов — Бурхану Алие. (2018)[12].

В 2020 году Национальному музею истории Азербайджана исполнилось 100 лет.
В июле 2022 года в результате реформ в области науки и образования Национальный музей истории Азербайджана НАНА вместе со своим имуществом был передан в подчинение Министерству культуры.

## Описание
Музей расположен в особняке Гаджи Зейналабдина Тагиева, спроектированном польским архитектором Юзефом Гославским и построенном в 1893—1902 гг.. Полезная площадь здания составляет 3000 м². Из них 2000 отведено под научную экспозицию, где представленные памятники материальной и духовной культуры, подлинные документы политической истории и социально-экономической жизни страны отражают историю Азербайджана с древнейших времён до наших дней.
В первое время в музее действовали отделы истории, этнографии, археологии, ботаники, зоологии, прикладного и художественного искусства, народного образования, а также Азербайджанское общество исследования родного края и Комиссия по охране древних памятников.
В 1925 году вследствие изменений, принятых на коллегии Комиссариата Народного просвещения, в музее была произведена реструктуризация, в результате которой отделы истории — этнографии, искусства, биологии, геологии продолжили свою деятельность. Также продолжала функционировать богатая библиотека, включающая книги по Кавказу и мусульманскому Востоку.
В последующие годы в музее был проведён ряд структурных изменений. 31 марта 1936 года Совет Народных Комиссаров принял решение о реорганизации Азербайджанского государственного музея, создания музея с историческим профилем и переименования в Музей истории Азербайджана. Музей был передан в ведение азербайджанского филиала Академии наук СССР.
В 40-х годах экспозиция музея находилась частично в особняке Тагиева, а частично во дворце Ширваншахов. В 1953 году из особняка Тагиева были выведены все правительственные учреждения, а весной 1969 года Центральный государственный исторический архив Азербайджанской ССР, и здание было полностью передано в распоряжение музея.

### Мемориальный музей Гаджи Зейналабдина Тагиева

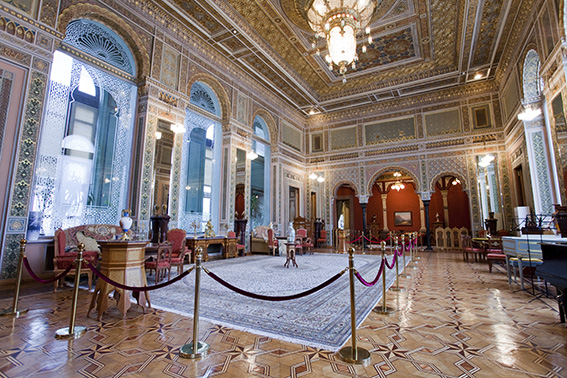
Восточный зал

C целью увековечивания памяти выдающегося азербайджанского мецената Гаджи Зейналабдина Тагиева в Национальном музее истории Азербайджана, расположенном в его особняке, создан мемориальный музей Г. З. Тагиева. Азербайджанским и итальянским специалистам, занимавшимся реставрацией комнат, предметов и мебели, включённых в мемориальный музей, на основе семейного фотоальбома Г. З. Тагиева удалось восстановить прежний вид комнат.
Дом-музей состоит из следующих помещений: 1) рабочий кабинет Г. З. Тагиева, 2) Восточный зал, 3) библиотека, 4) бильярдная, 5) столовая, 6) информационная комната, 7) дамская комната Соны-ханум Тагиевой (будуар), 8) спальня, 9) туалетная комната.
Экспозиция мемориального музея начинается с кабинета Г. З. Тагиева. Кабинет отличается красивой простотой. Его стены были украшены панелями из красного дерева и узорчатыми тёмно-зелёными обоями. Наряду с книжным шкафом, письменным столом, креслом, стульями, стенным шкафом, есть и другие предметы, сделанные на основе старого семейного фотоальбома. В книжном шкафу находятся собрание законов Российской Империи, справочники и энциклопедии. По утрам помощники Гаджи читали ему интересующие его статьи в местных, российских, европейских и восточных газетах и сообщали о событиях, происходивших в мире.

На стене за столом портреты иранских правителей Надиршаха Афшара и Фатали-шаха Каджара из собственной коллекции картин Гаджи, а слева висят портреты российского императора Николая II и его супруги Александры Фёдоровны. На стене напротив окон кабинета висит картина художника Айвазовского «Буря на море». Портрет встречи Гаджи с шахом Ирана Музаффар ад-Дином был повешен на том же месте, что и во времена хозяина.

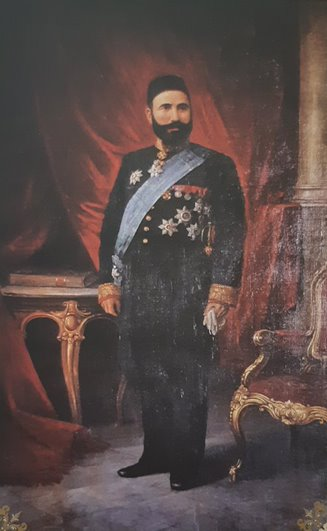
«Портрет Г. З. A. Тагиева». 1912 г. Худ. И. И. Бродский

Напротив письменного стола — портрет Г. З. Тагиева. Бакинская городская дума приняла решение заказать парадный портрет Г. З. Тагиева в связи с оказанной материальной помощью и заслугами Тагиева в строительстве средней технической школы в Баку. Портрет был написан в 1912 году известным художником И. Бродским. Г. З. Тагиев изображён при всех своих орденах и медалях. Среди наград — российский орден Святого Станислава, три золотые медали «За усердие», иранский орден «Шири-Хуршид», Бухарская золотая звезда. Из рабочего кабинета можно перейти в Восточный зал. Восточный зал, один из двух крупнейших залов дворца, сочетающий в себе древние восточные орнаменты, выделяется своей красотой и великолепием. Здесь проходили приёмы, официальные совещания и торжественные церемонии.
Зал оформлен с особым вкусом, двери были сделаны из ореха, бука и груши. Здесь установлены стол с ажурным узором, стулья, кресла и т. д. На потолке зала написаны аяты из Корана. На эти надписи и украшения было израсходовано 9 килограммов золота.
Огромные лампы и бра на зеркалах не только освещают зал, но и подчёркивают его красоту. Имя и фамилия Г. З. Тагиева написаны арабскими буквами на оконных стёклах. Шестиконечная звезда, которая находится в различных частях зала и широко используется в мусульманской архитектуре, имеет форму кольца Пророка Соломона. Считается, что она защищает человека от злых помыслов. Колонные арки наверху придают особую красоту великолепному Восточному залу.
Пройдя под арками колонн, можно войти в библиотеку Г. З. Тагиева. Он прикладывал большие усилия в дело прогресса и просвещения. На его средства издавались произведения выдающихся писателей, поэтов и историков. Тагиев приобрёл в собственность и являлся владельцем газеты «Каспий»; Коран был впервые опубликован на азербайджанском языке в редакции этой же газеты. Велика заслуга Гаджи в учреждении и функционировании благотворительных обществ «Ниджат», «Нашри-Маариф» и др.
В библиотеке находятся набор мягкой мебели белого цвета с шёлковой обивкой, два деревянных стола, стулья и кресла, книжные шкафы. В книжном шкафу — сборники законов Российской Империи. Ковры и шторы придают помещению особый шарм.

Дверь, расположенная в правой части библиотеки, ведёт нас в бильярдную комнату. В центре комнаты расположен бильярдный стол. Также представлены кожаный диван с высокой спинкой и кресла для отдыха. Помещение украшает специальная лампа.

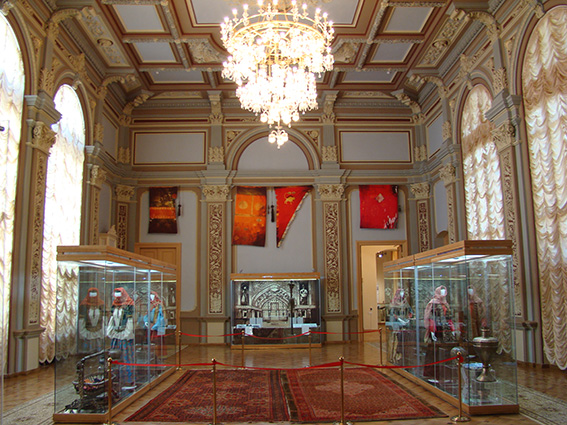
Европейский зал

Вы можете выйти из бильярдной и библиотеки и снова войти в угол со столбчатыми арками. Отсюда дверь слева ведёт в столовую. Стены комнаты обиты бархатно-шёлковой тканью. Посередине — длинный прямоугольный стол, вокруг него — бархатные стулья. Здесь выставлен набор серебряных столовых приборов, украшенных эмалью — подарок бухарского эмира. В шкафах — набор посуды с вензелем Г. З. Тагиева, серебряные ножи и хрустальные бокалы, привезённые им из Франции. В комнате также есть большой буфет из орехового дерева с красивым узором.
Дверь слева от буфета ведёт в комнату с интерактивным столом. В новой экспозиции мемориального музея на большом сенсорном экране (touch screen) отображается информация о предпринимательской и общественной деятельности Г. З. Тагиева, благотворительной деятельности в Азербайджане и за рубежом, а также о его семье. Информация предоставляется на трёх языках — азербайджанском, английском и русском. Одним из преимуществ интерактивного стола является то, что одновременно с содержащейся на нём информацией могут ознакомиться четыре посетителя.
Маленькая гостиная справа от этой комнаты принадлежала второй жене Г. З. Тагиева — Соне-ханум. Гаджи был дважды женат. От первого брака с Зейнаб-ханум у него было трое детей. Сона-ханум была дочерью генерала Балакиши бека Араблинского. Её брак с Гаджи был заключён в 1896 году. Это был счастливый брак, несмотря на разницу в возрасте в 40 лет. От этого брака у них родилось пятеро детей. Маленькая гостиная Соны-ханум отличается от других комнат своей красотой и оригинальностью. Потолок выполнен из фигурной зеркальной плитки, стены украшены красочными узорами. Помещение иногда называют зеркальным залом. В центре — оригинальный круглый диван. На нём есть место для лампы. Также есть прямоугольный стол, мягкие кресла и стулья.
Из гостиной в спальню ведёт узкий коридор. Спальня состоит из двух частей. Их разделяет решетчатая деревянная перегородка. В первой части — высокая узорчатая двухъярусная кровать и трюмо. Во второй части — маленький круглый стол, диван, кресла и стулья. Ковры и шторы по всей комнате добавляют красоты помещению. Рядом со спальней есть небольшая комната. Это уборная. Здесь расположены зеркальное трюмо, мягкое кресло, стол, шкаф для одежды и шкаф с полками. Трюмо украшено орнаментом.

## Руководство
- Ю. Станевич (1920—1921)
- С. Савельев (1921)
- Мамед Маликов (1923)
- Шейх Исмаил (1923)
- Давуд Шарифов (1923—1928)
- Серо Мануцян (1928—1932)
- А. Мелкумян (1932—1934)
- М. Саламов (1934—1937)
- А. Климов (1937)
- Б. Ишханов (1938—1939)
- В. Н. Левиатов (д.в.м.и.э.) (1939)
- Д. К. Мехтиев (1939)
- Зейнал Алиев (д.в.м.и.э.) (1940—1942)
- В. Н. Левиатов (1942—1947)
- Салех Газиев (1947—1952)
- Исхак Джафарзаде (1952—1953)
- В. И. Сохатский (д.в.м.и.э.) (1953)
- Мамед Эфендиев (1953—1954)
- Мамед Казиев (1954—1961)
- Пюста ханум Азизбекова (1961—1998)
- Али Раджабли (1998)
- Наиля Велиханлы (с 1998)

## Фонды Музея

### Археологический фонд

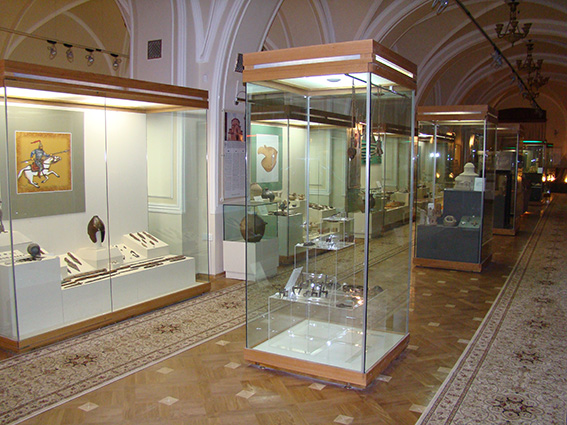
Археологический фонд

Археологический фонд — одно из первых структурных подразделений Музея, созданный в 1920 году под названием «Археологический отдел» (директор Евгений Пахомов). В 1924—1930 годах при отделе истории и этнографии действовал подотдел «Археология» (с 1926 года хранитель-консерватор Исхак Джафарзаде). Отдел истории и археологии музея был упразднён при организации «Отдела материальной культуры Азербайджана» (научный руководитель — доцент А. Р. Зифельдт-Симумяги), созданного в результате реконструкции музея в 1930-31 гг.; Археологический материал исторических экспонатов XVI—XIX веков предписано было передать в Центральное управление охраны памятников Азербайджана для создания Историко-археологического музея во дворце ханов (ширваншахов).
В результате структурных изменений, проведённых в 1936 году в связи со включением музея в состав Азербайджанского филиала Академии Наук СССР, был создан раздел «История феодализма в Азербайджане» под руководством В. Левиатова. С тех пор Археологический фонд находился в составе исторических отделов музея, а с 2009 года действует как самостоятельный научный фонд.
С момента создания, его основной деятельностью было изучение исторического, археологического и культурного наследия Азербайджана и защита материальной культуры, составляющей это наследие, в рамках необходимых требований. Сотрудники отдела с 1920-х годов активно участвуют в полевых исследованиях в различных регионах Азербайджана. В 1926 году под руководством ленинградского профессора, академика И. И. Мещанинова открылась первая выставка археологических находок, найденных в результате раскопок в Ходжалы и Нахчыван (Гызылбурун). В том же году под руководством Д. Шарифова при участии И. Джафарзаде, в то время ещё студента педагогического института, были проведены археологические исследования в горной части Гянджинского уезда — Човдаре. Находки этих и других экспедиций до сих пор являются ценнейшими образцами Археологического фонда.
Сотрудники музея В. Левиатов, А. Нуриев, Н. К. Минкевич, Г. Ионе, а также И. Джафарзаде, И. Щеблыкин и др. приняли участие в экспедиции, проводившей археологические исследования в Старой Гяндже в 1938 году и собрали богатый материал по XII—XIII вв. Сотни образцов материальной культуры, полученные в ходе масштабных археологических раскопок в Мингячевире в 1946—1953 годах под руководством археолога Салеха Газиева, сейчас хранятся в Археологическом фонде.
Археологическая коллекция музея представлена материалами из Мингечевира, Оренкалы, Кюль-тепе, Кабалы, Нахичевани, Исмаиллы, Ялойлутепе, Шемахи, Гянджи, Баку. В музее хранятся также орудия труда из камня и обсидиана, относящиеся к эпохам палеолита, мезолита, неолита и энеолита.
Ещё одна археологическая экспедиция, организованная при музее, действовала в 1968—1987 годах. Экспедиция под руководством В. А. Квачидзе проводила подводные археологические исследования в основном в акватории Каспийском море. Находки этой экспедиции, имеющие большое научное значение для истории Азербайджана, также хранятся в Археологическом фонде. В настоящее время количество сохранившихся образцов материальной культуры в этом фонде составляет около 50 тысяч единиц. Большинство из них — это археологические материалы раскопок в Мингячевире, Нахчыване, Карабахе, Газахе, Бейлагане, Апшероне, Мугане, Гяндже и других регионах. В фонде очень много случайных находок, самый богатый пример — коллекция Доланлар. Небольшую часть материалов фонда составляют муляж и образцы материальной культуры из частных коллекций. В этих фондовых материалах различного состава и назначения отражены экономика, род занятий, быт, религиозно-философское мировоззрение, культурные и торговые отношения и военная деятельность наших предков, в период от каменного века до XIX века.
Материалы Археологического фонда привлекли внимание исследователей и стали объектом их изучения. Десятки научно-исследовательских работ, брошюр, буклетов, а также альбомы «Кувшинные погребения в Мингечауре» (1960), «Древние орнаменты Азербайджана» (1971), «Каспийская Атлантида» (2009), «Антропоморфные терракоты Азербайджана» (2010), изданы каталоги «Художественный металл Ширвана» (2012), подготовлены к изданию каталоги «Зооморфная глазурованная керамика», « Гончарные игрушки» и «Сфероконические зооморфные сосуды Азербайджана».
В разные годы фонд возглавляли Ю. Пахомов, И. Джафарзаде, В. Левиатов, С. Газиев, Г. Агаев, Ф. Халилли. В настоящее время заведующим отделом научного фонда является доктор философии по истории Насир Гулузаде.

### Фонд Отечественной войны
Фонд Отечественной войны был создан в январе 2021 года решением Учёного совета Национального музея Азербайджана. Целью создания фонда является сбор, хранение, изучение и популяризация коллекций одежды, личных вещей, документов и фотографий ветеранов Второй карабахской войны.

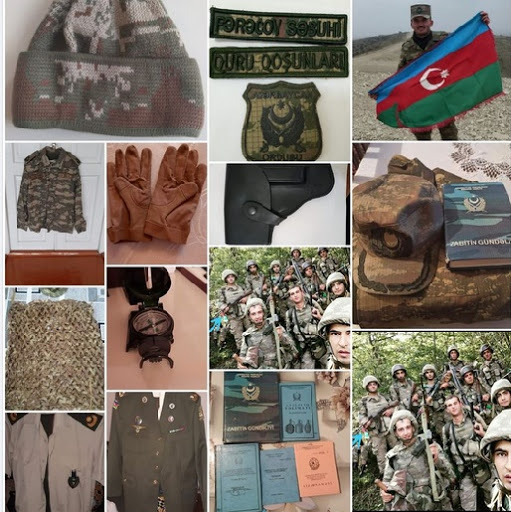
Материалы шехидов и ветеранов

В фонде также представлены образцы униформы и идеологические материалы, использованные силовыми структурами Азербайджанской Республики в Отечественной войне. В настоящее время в Фонд Отечественной войны, который насчитывает более 100 инвентарных номеров, принимаются новые материалы. В фонде хранятся вещи и фотографии, принадлежащие Национальным героям Азербайджана генерал-майору Поладу Гашимову, полковнику Ильгару Мирзаеву, полковнику Шюкюру Гамидову и рядовому Чингизу Гурбанову. Среди материалов, хранящихся в Фонде Отечественной войны, есть образцы военных трофеев, захваченных ВС Азербайджана у армянских военных. Заведующий фондом — Шафа Мовсумов.

### Фонд подарков и памятных вещей
Фонд подарков и памятных вещей Национального музея истории Азербайджана был организован в 2009 году на основе части материалов Фонда советского периода, созданного в 1955 году. В настоящее время в фонде хранится 5665 экспонатов. Из них около 1000 экспонатов — это подарки, вручённые Республике и непосредственно музею. Особое место в коллекции фонда занимают подарки президента России Владимира Путина, президента Турции Тургута Озала, короля Афганистана Мухаммед Захир шаха, президента Индонезии Сукарно, президента Египта Гамаля Абдул Насера, президента Туркменистана Гурбангулы Бердымухамедова.

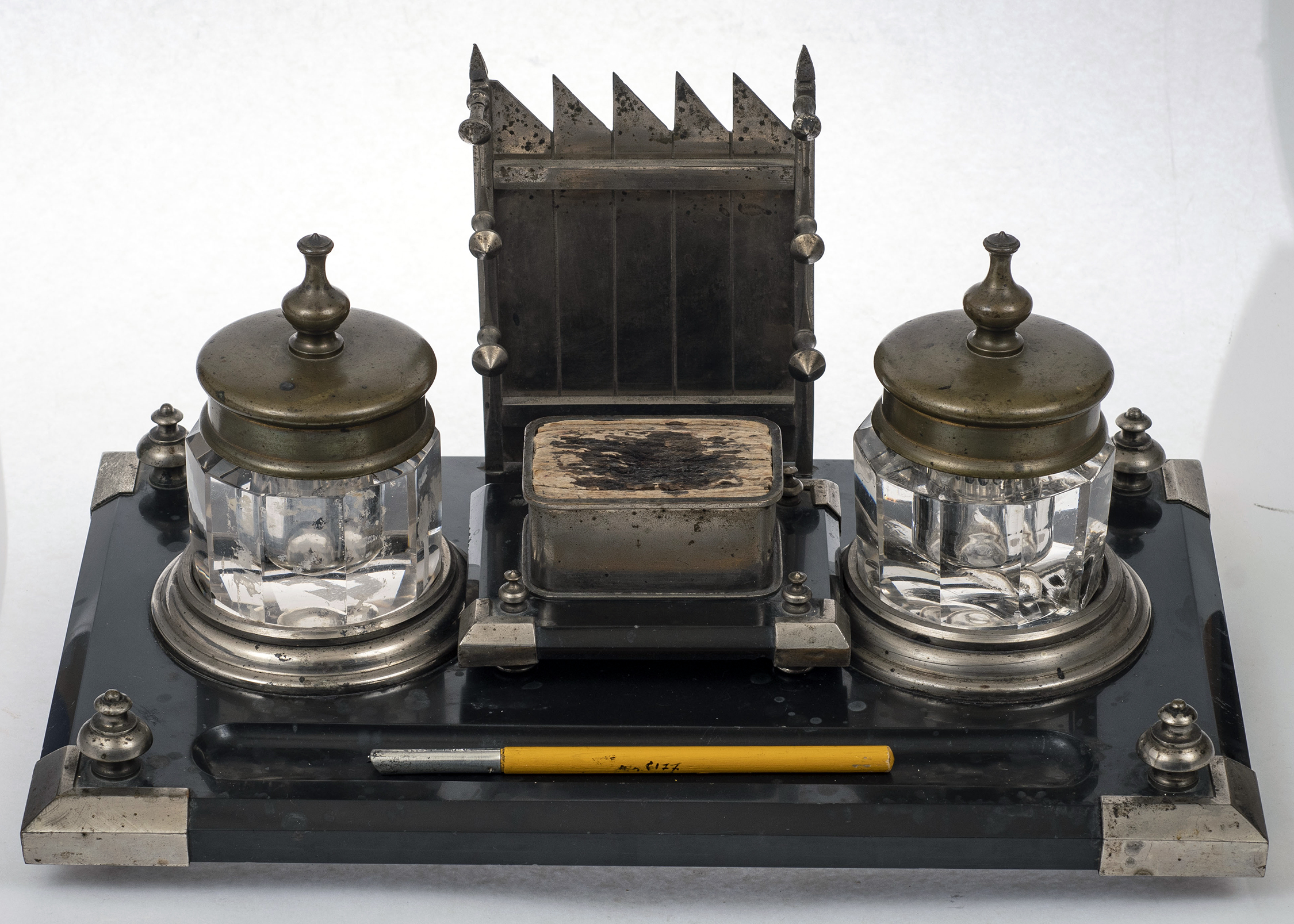
Письменный набор принадлежавший Нариману Нариманову

К памятным вещам фонда относятся мемориальные коллекции нефтепромышленника, благотворителя Гаджи Зейналабдина Тагиева, поэтов и писателей — Гусейна Джавида, Самеда Вургуна, Расула Рзы, академиков НАНА — Мир Асадуллы Миркасимова, Юсифа Мамедалиева, Алиашрафа Ализаде, Гасана Абдуллаева, Фарамаза Максудова, Исмаила Гусейнова, композиторов — Муслима Магомаева, Узеира и Зульфугара Гаджибековых, Фикрета Амирова, Кара Караева, композитора-дирижёра Ниязи, актёров — Гусейнгулу Сарабского, Сидги Рухуллы, Алескера Алекперова, Марзии Давудовой, Али Курбанова, Лейлы Бадирбейли, Агасадыха Герайбейли, Окумы Курбановой, Героев Социалистического Труда — Сабита Оруджева, Сулеймана Везирова, Героев Советского Союза — Исрафила Мамедова, Ази Асланова, Мехти Гусейнзаде, Зии Буниятова, военного министра АДР Самедбека Мехмандарова, министра государственного контроля Наримана Нариманбекова, одного из лидеров азербайджанского национально-демократического движения, второго президента Азербайджана Абульфаза Эльчибея и многих других.
На основе материалов фонда были проведена выставка «Подарки дружественных стран» и вышли в печать следующие каталоги: «Маэстро Ниязи», «Золотой фонд науки», «Знамёна Азербайджана», «Генералы Азербайджана», «Азиз Алиев», «Театральная жизнь Баку», «Нефтяная летопись Азербайджана».
В разные годы фондом руководили: Ага Рагимов (1955), Аскер Абдуллаев (1955—1957), Тофик Дадашев (1957—1958), Ровшана Гашымова (1958—1961), Мира Алиярова (1961—1964), Зумруд Кулиева (1964—1970), Рена Сафарова (с 1970 года до настоящего времени).

### Специальный фонд
Созданный в 1955 году «Фонд драгоценных металлов» (в настоящее время «Специальный фонд») насчитывает 1690 экспонатов (585 серебряных и 342 золотых изделий, 763 золотых монет). Основная часть фонда состоит из образцов женских и мужских ювелирных украшений, золотых и серебряных изделий, найденных в ходе археологических раскопок на территории Азербайджана (Шеки, Мингечавире, Нахчыване, Бейлагане, Кабале, Шемахе, Агсу, Баку и др.), ценных материалов, принадлежавших известным личностям, золотых монет, а также различных предметов быта (пеналы, вазы, стаканы и т. д.). Самый древний и ценный экспонат музея — фрагмент челюсти Азыхантропа хранится в данном фонде. В 2004 году распоряжением президента Азербайджанской Республики Ильхама Алиева первый образец азербайджанского золота был передан в специальный фонд.

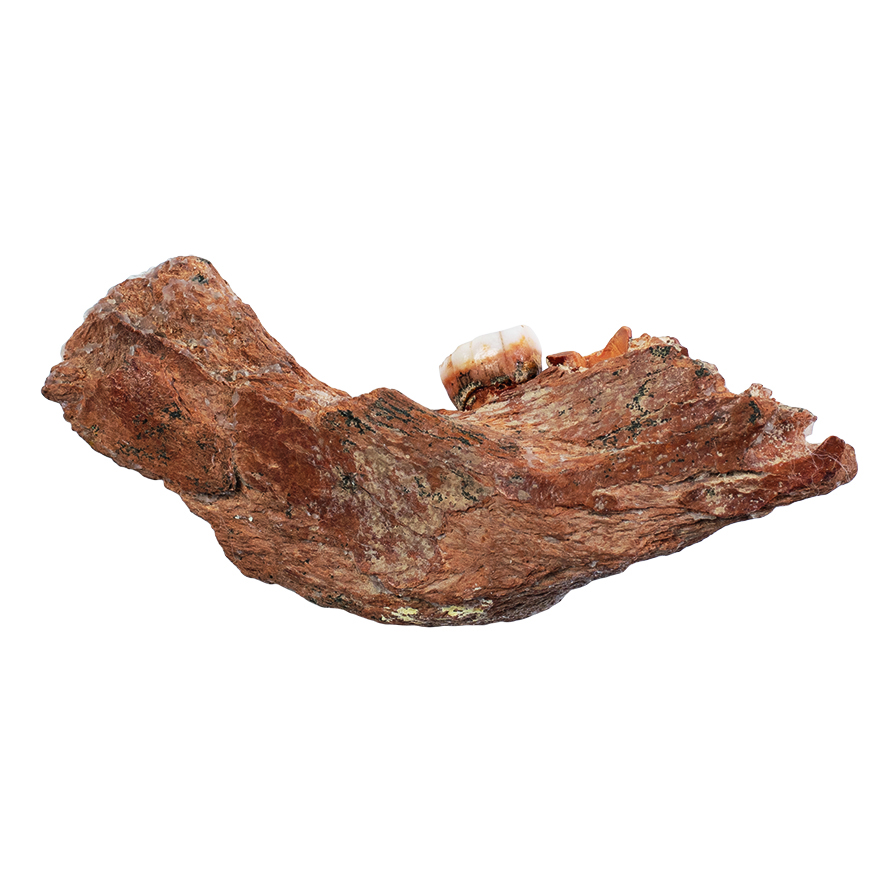
Нижняя челюсть Азыхантропа

Материалы специального фонда демонстрировались на многочисленных международных и республиканских выставках, на основе указанных материалов были опубликованы статьи, буклеты, заслушаны доклады на конференциях и симпозиумах. Международные выставки:
1.90-летие Героя Советского Союза Мехти Гусейн-заде. 29 декабря 2008 года.
2. Мир Мугама — 2009. Выставка в Национальном музее истории Азербайджана приуроченная к Международному фестивалю мугама. 17.03.2009 год.
3. Баку — столица исламской культуры. 6 ноября 2009 год.
4. Приобретённые и реставрированные материалы Музея. 28 января 2010 года.
5. Карабах — очаг древней культуры Азербайджана. 3 июня 2010 года.
6. Шедевры Музея. 13 октября 2010 года.
7. Вторая жизнь экспонатов. 23 декабря 2011 года.
8. Аршин мал алан — 100. 20 февраля 2013 года.
9."Азербайджан — Волшебная Страна огней". Город Прага. 2014.
На основе экспонатов фонда были опубликованы следующие книги-альбомы и каталоги: Асланов Г. М., Голубкина Т. И., Садыхзаде Ш. Г. Каталог золотых и серебряных предметов из археологических раскопок Азербайджана, Баку: АН Азерб. ССР, 1966; научные каталоги «Шедевры коллекции Национального музея истории Азербайджана» (2010), Рустамбекова А. М. «Каталог золотых и серебряных предметов из археологических раскопок Азербайджана» (2013) и "Золотые монеты Мусульманского Востока (2020).
В разные годы фондом руководили: Нина Шахраманова (1955—1956), Пюстаханум Азизбекова (1956—1967), Майя Атакишиева (1967—1995), Атига Измайлова (1995—2005). С 2009 года фондом руководила Афет Рустамбекова, с 2020 года фонд возглавляет Инара Мурадалиева.

### Фонд изобразительных материалов
Созданный в 2002 году на основе изобразительных материалов из разных фондов и отделов музея фонд «Иллюстраций и изобразительного искусства», с 2009 года продолжает функционировать под названием «Фонд изобразительных материалов».
В настоящее время в фонде наряду с произведениями азербайджанских художников (Азим Азимзаде, Марал Рахманзаде, Микаил Абдуллаев, Беюкага Мирзазаде, Таир Салахов, Алтай Гаджиев и др.) хранятся также произведения известных европейских и русских художников, общее количество произведений превышает 1000 единиц.
Среди них картины маслом и акварелью на холсте, дереве, картоне и бумаге, а художественные произведения, созданные методами графики, литографии, интарсии, инкрустации, мозаики и т. д.
Основу фонда составляют произведения, находившиеся ещё в коллекции отдела искусств, созданного в музее в 1925 году, а также картинной галереи, созданной годом позже. В те годы в результате собирательной работы, проведённой сотрудниками музея и кампании по конфискации, осуществлявшейся большевистским правительством, художественные произведения западных, восточных и русских художников, находившиеся в Москве (Третьяковской галерее) и Ленинграде (Эрмитаже) путём переговоров были переданы музею.
По данным 1928 года, в Художественном отделе музея в западной коллекции было собрано 715 произведений искусства из коллекции западного искусства, а в коллекции восточного искусства — 879. В 1926-27 в музее открылись выставки произведений западного и восточного искусства.
В этом же году заведующим отделом был назначен В. М. Цуммер, заведующим отделом восточного «искусства» и хранителем был назначен художник музея Морис Фабри, заведующим передвижными выставками — В. А. Оболенский. Реконструкционные работы, начатые в начале 1930-х годов, привели к решению создать независимые музеи на базе театрального и художественного отделов музея.
В мае 1935 года по распоряжению Народного комиссариата просвещения Художественный музей был преобразован в Картинную галерею при Азербайджанском государственном музее. Решением Народного комиссариата просвещения от 31 марта 1936 года он был преобразован в Азербайджанский Государственный музей, и Художественный музей начал функционировать как самостоятельное учреждение, но в то время он всё ещё находился в имении Тагиева под названием «Дом музеев».
Художественные произведения, скульптура и другие произведения искусства из художественного отдела Азербайджанского государственного музея были переданы во вновь созданный музей. Лишь небольшая часть произведений, имеющих непосредственное отношение к истории (например, «Сражение под Елизаветполем» и «Штурм Ленкорани» художника баталиста Ф. Рубо, ряд произведений А. Азимзаде и др.) осталась в Музее истории Азербайджана.
Функционирующий в настоящее время в музее фонд «Изобразительных материалов», наряду с указанными произведениями включает в себя художественные произведения, скульптуры и другие предметы искусства, в основном связанные с историей. Эти работы представлены в постоянной экспозиции музея и на организованных им выставках.
В 2012 году на основе материалов фонда была проведена выставка «Полотна азербайджанских художников в коллекции музея».
В 2002—2019 годах руководителем фонда являлся доктор философии по истории Расим Султанов, с 2019 года руководит фондом доктор философии по архитектуре, доцент Нардана Юсифова.

### Фонд оружия и знамён

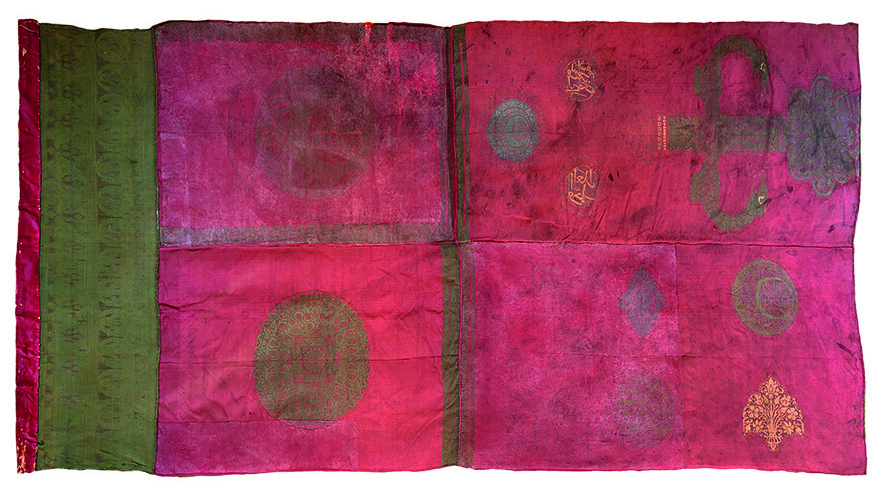
Флаг Бакинского ханства (XVIII век)

Фонд оружия и знамён был организован в 2009 году на основе Фонда новой истории, созданного в 1955 году. В фонде хранится 1575 экспонатов. Среди них — образцы оборонительного, холодного и огнестрельного оружия (кольчуги, щиты, мечи, ружья, пушки и др.), изготовленные на Кавказе, в том числе в Азербайджане, в странах Востока, Европы, в России, а также знамёна эпохи ханств, знамёна азербайджанских национальных дивизий в составе РККА, государственные флаги разных республик.
Оружие, хранящееся в фонде, свидетельствует о высоком уровне оружейного производства и профессионализме азербайджанских оружейников. Материалы фонда неоднократно использовались в музейной экспозиции и на различных выставках, в том числе на выставках, охватывающих непосредственно коллекцию фонда — «Восточное оружие и знамёна» (1999), «Меч, вонзённый в землю» (2012), I Азербайджанской международной выставке оборонной промышленности, организованной Министерством оборонной промышленности Азербайджанской Республики (2014), II Азербайджанской международной выставке оборонной промышленности, организованной Министерством оборонной промышленности Азербайджанской Республики (2016), III Азербайджанской международной выставке оборонной промышленности, организованной Министерством оборонной промышленности Азербайджанской Республики (2018), выставке в городе Гяндже (2014), выставке, посвящённой 70-летию победы в Великой Отечественной войне, организованной Национальным музеем истории Азербайджана (2015), выставке «Шах Исмаил — правитель и полководец» (2016), выставке «Государство Ширваншахов» (2017), выставке «Азербайджанская национальная одежда как она есть», выставке, посвящённой 100-летию освобождения Баку Кавказской исламской армией (2018), выставке «Выдающиеся деятели АДР» (2018), выставке «Адмирал Джавадов. Жизнь, война и служба» (2018), выставке «Шеки: наше великое наследие» (2019), выставке «Азербайджан во Второй мировой войне» (2020).
Эти экспонаты, являющиеся свидетельствами наших национальных ценностей, военной истории, выставлялись неоднократно и на международных выставках: «Караван-сарай. Азербайджан — Страна огней» (Норвегия, г. Ставангер, 2006—2007), «Исторический взгляд на жемчужины Азербайджана» (Ватикан, 2012), «Азербайджан — страна огней» (Чехия, г. Острава, 2012—2013), «Азербайджан — Волшебная Страна огней» (Чехия, г. Прага, 2014), выставка «Азербайджан в годы Великой Отечественной войны» на площадке ВДНХ (2019) и т. д.
На основе материалов фонда изданы книги альбомы «Государственность в Азербайджане и её символы» (2000), «Жемчужины Национального музея истории Азербайджана» (2010), каталоги «Знамёна Азербайджана» (2005), «Оборонительное оружие Азербайджана» (2012), подготовлен каталог «Холодное и огнестрельное оружие Азербайджана», сняты различные телевизионные фильмы.
Руководителями фонда в разные годы являлись: Фикрет Сулейманов (1955—1965), Сара Джахангирова (1965—2002). С 2002 года до настоящего времени фондом руководит доктор философии по истории Севиндж Вагабова, с 2021 г. фонд возглавляет Гатиба Гасанова.

### Фонд документальных источников
Фонд документальных источников был создан на базе научного архива Музея истории Азербайджана в 1996 году. До создания фонда в научном архиве хранились тематические планы экспозиций, отчёты проводившихся археологических экспедиций и отчёты о проделанной сотрудниками музея работе, различные научные издания, календари и другие материалы. Первая запись в инвентарной книге научного архива была сделана 20 ноября 1953 года. После создания фонда документальных источников официальные документы, отражавшие деятельность музея, был переданы в архив музея.
В фонде хранятся различные материалы, охватывающие период с начала XIX в. по сегодняшний день, в том числе документы и фотографии, отражающие развитие азербайджанской культуры, просвещения, науки и литературы, возникновение национальной печати. Среди них — личные коллекции Мирзы Фатали Ахундзаде, Гасан бека Зардаби, Наджаф бека Везирова, Рашид бека Эфендиева, Теймур бека Байрамалибекова и др., редкие экземпляры газеты «Экинчи», журнала «Молла Насреддин» и печатных органов, издаваемых в конце XIX — начале XX в., документы просветительских обществ и действовавших при них учебных заведений. Одной из редких жемчужин фонда является хранящийся в фонде Коран, изданный в 1877 году на французском языке в Париже, с личной печатью владельца — известного представителя азербайджанской интеллигенции Абульфат аги Шахтахтинского. Ещё больше обогащают коллекцию фонда материалы Бакинского университета, студентов, отправленных правительством Азербайджанской Демократической Республики для учёбы за границу, и, в целом, различные документы о многогранной деятельности Первой Республики.

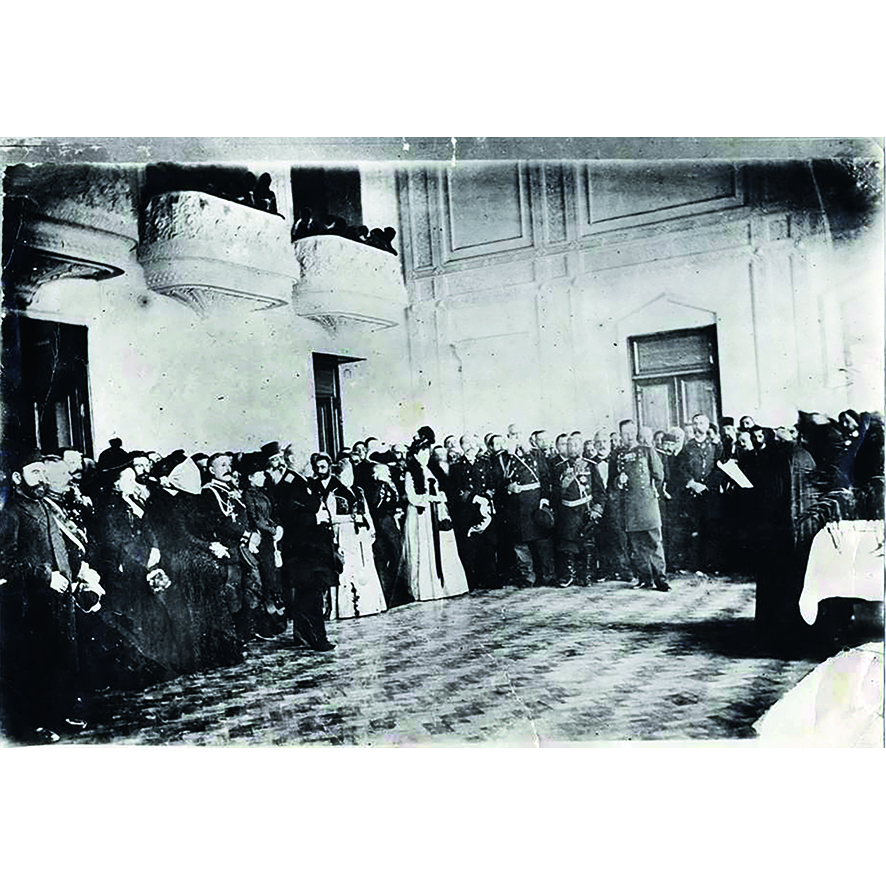
Официальная церемония открытия мусульманской школы-интерната для девочек, основанной Г. З. Тагиевым в 1901 году

Интересными материалами фонда являются документы и фотографии, отражающие путь, пройденный национальным театром. Особо следует отметить среди них материалы, освещающие творчество Узеира Гаджибекова, Муслима Магомаева, знаменитых актёров азербайджанской сцены.
В фонде имеется множество документов, связанных с формированием и развитием нефтяной промышленности, геологической науки в Азербайджане. В их числе — документы, фотографии и открытки местных и зарубежных компаний, занимавшихся нефтедобычей в конце XIX — начале XX в., коллекции Михаила Абрамовича, Льва Гурвича, Фатуллы Рустамбекова, Сулеймана Везирова, Алиашрафа Ализаде и др.
Особое место среди экспонатов фонда занимают интересные материалы многих действительных членов и членов-корреспондентов Академии наук Азербайджана.
Наряду с ними, редчайшими экспонатами являются ценные материалы видного врача Бахадыра Гаибова, первой азербайджанской женщины-офтальмолога Соны Велихан, уникальные карты, этнографические фотографии в коллекции первого азербайджанского генерала-топографа И.Векилова. В фонде хранятся коллекции первого президента Академии наук Азербайджана Мирасадуллы Миркасимова, прославленного композитора Ниязи, первой азербайджанской балерины Гямяр Алмасзаде и др.
Фонд также включает в свой состав многочисленные материалы по I и II мировым войнам, материалы 416-й и 223-й национальных дивизий, азербайджанцев, удостоенных звания Героя Советского Союза, награждённых орденами и медалями.
Множество материалов Фонда документальных источников демонстрируется в постоянной экспозиции, на выставках музея. На их основе были изданы каталоги «Маэстро Ниязи», «Золотой фонд науки», «Генералы Азербайджана», «Мирза Фатали Ахундзаде-200», «Театральная жизнь Баку», «Нефтяная летопись Азербайджана» и др.
В 2014 году при фонде был создан Сектор карт, в который вошли хранившиеся в разных фондах и библиотеке музея карты, в основном редкие.
В настоящее время коллекция фонда насчитывает 14224 единицы хранения.
Фонд возглавляли: Роза Писаревская (1955—1965), Осман Эфендиев (1965—1970), Светлана Медведева (1970—2008), Мехрибан Алиева (с 2008 г.). В настоящее время руководителем фонда является Эсмира Рагимова.

### Фонд фотонегативных материалов
С учреждением Государственного музея, правопреемника Национального музея истории Азербайджана, в 1920 году, здесь была создана фотостудия. Среди ценностей, переданных музею Комиссией по конфискации, было большое количество кинолент, фотографий, диапозитивов и т. д. К началу Великой Отечественной войны в архиве фотостудии насчитывалось около 4000 кинолент и фотографий и др. негативов. В связи с отсутствием ответственного сотрудника фотоархива в годы войны, точный учёт в то время не производился, а большинство фотографий и негативов хранились в альбомах других фондов музея и библиотеке. Большинство негативов было помещено в конверты с контрольными фотографиями, с инвентарным номером и именем автора-фотографа.

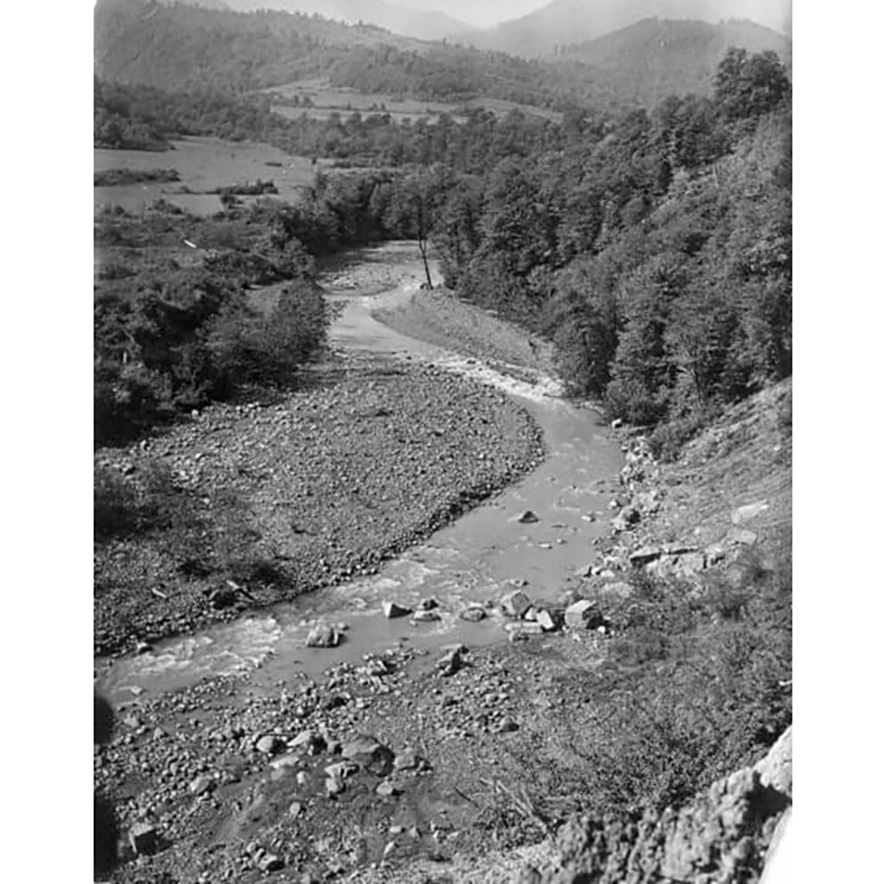
В Музее хранится фотонегатив с изображением Лачинского района.1972 г.

С 1955 года фонд Фотонегативных материалов начал функционировать самостоятельно. Сегодня в фонде хранится более 20 тысяч негативов. Авторы (фотографы) негативов, которые в большинстве своём являются редкими фотодокументами — Ю. С. Судаков, Е. Г. Понягин, Ю. Ф. Рахиль, С.Кулишов, Ю. С. Красюков, М.Насиров и другие. В фонде около 8000 стеклянных негативов (фотопластинок), более 5000 фотолент, около 2000 цветных слайдов, а также видеокассеты и диски. Среди них фотографии выдающихся личностей, различные документы, изображения городов и селений, материалы, хранящиеся в фондах музея и представленные в экспозиции, материалы военнослужащих-участников Первой и Второй мировых войн, изображения старого и нового Баку и иные негативы.
В разные годы фондом фотонегативов руководили: Агаева Дунья (1955—1959), Субхи ханум Агарагим (1959—1966), Захира Ибрагимова (1966—1969), Татьяна Насирова (1969—1976), Захира Мелик-Асланова (1976—1982), Валида Исламова (1982—1984), Салминаз Зейналова (1984—1998), Солмаз Гусейнова (2003—2019). В настоящее время руководителем фонда является Афет Керимова.

### Фонд этнографии
Согласно уставу Музэкскурса, принятому в 1920 году, в первоначальной структуре Азербайджанского Государственного Музея предусматривалось создание отдела археологии, истории и этнографии (заведующий отделом — Е. А. Пахомов). Несмотря на это, а также на поступление в отдел различных этнографических материалов путём собирательской деятельности, основные работы в этой сфере начали проводиться после принятия нового устава музея в 1925 году, а также после этнографических экспедиций 1925—1926 гг. в Гянджу, Нухинский (Шекинский) район, Гутгашен (Габалу), Варташен (Огуз) и Варданлы.

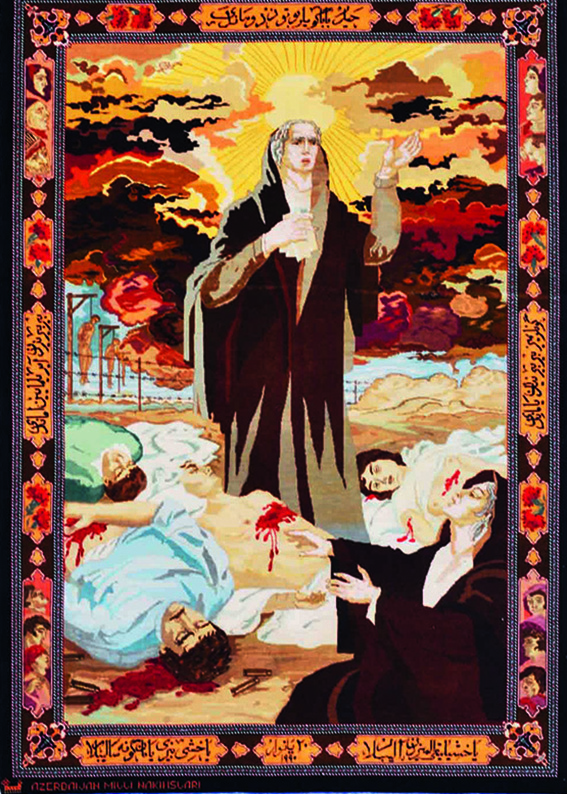
Ковёр 20 января. 1990 г

Именно благодаря этим экспедициям, этнографический подотдел приобрёл 155 экспонатов. Согласно инвентарной книге, свой первый экспонат Этнографический фонд получил в 1926 году., а уже в 1928 году он насчитывал 606 материалов. В 1928 году историко-этнографический отдел приступил к сбору материала для составления этнографической карты Азербайджана. В 1929 году, после начатых ещё ранее работ по реконструкции и текущему ремонту, при историко-этнографическом отделе (заведующий — Н. Н. Пчелин) открылся подотдел современного быта.
В экспозиции демонстрировались ковры, названные в периодической печати «настоящим шедевром кустарей Азербайджана». Однако изменения, произошедшие в тоталитарном советском обществе, дискуссии вокруг тара, мугама, чадры, папахи и т. д. оказали серьёзное воздействие на структуру и экспозицию музея: весь музейный материал был поделён между двумя секторами. Сектор земледельческой культуры и ремесленной деревни, включивший в свой состав этнографический материал и созданный на основе отдела материальной культуры Азербайджана (заведующий А. Р. Зифельдт-Симумяги), возглавила Мария Кулиева, а сектор кочевого и полукочевого хозяйства — Исхаг Джафарзаде. Неизученность в тот период на должном уровне проблем истории и этнографии Азербайджана нашла своё отражение и в этнографической экспозиции.
Коренное изменение в жизни музея в 1936 году — преобразование Госмузея в Музей истории привело в этот раз к закреплению Фонда этнографии за сектором истории феодализма в Азербайджане (заведующий — В. Н. Левиатов). В эти годы, которые характеризовались интенсивными работами по обогащению фондов, особое внимание было уделено собиранию этнографических и исторических материалов. По данным на 1 января 1939 года., число экспонатов в Фонде этнографии достигло 1676. В эти годы на выставку, организованную в филиале музея — во Дворце Ширваншахов, было передано до 500 этнографических экспонатов, относящихся к истории Азербайджана XIX века. Фонд подготовил 5 альбомов по жилью и вышивкам Азербайджана XIX в., собрал материал с объяснительным текстом для 13 альбомов по ковровым вышивкам Абшерона. Этнографические экспедиции, отправленные в 1938 году в Гянджу и Шушу, выявили ценный материал по жизни и быту азербайджанцев, в том числе, древние ткани, вышивки, представляющие высокую художественную ценность, штампы келагаи и др. Уже к 1 декабря 1940 года Фонд этнографии насчитывал 3057 экспонатов. Материал, собранный в 1941 году в Барде, Агдаме, Агджабеди, Лачине, а также в Нагорном Карабахе этнографической экспедицией Б. О. Абдуллаевой (руководитель экспедиции) и художника В. С. Островенеца, ещё больше обогатил состав фонда.
По данным на август 1943 года, число материалов в фонде равнялось 3498. В последующие годы музей, наряду с археологическими исследованиями, продолжил и этнографические поездки. Особую активность в этом деле проявляла руководитель Фонда этнографии З.Кильчевская. В результате таких поездок она впервые подготовила статью и альбом об азербайджанских вышивках XIX в., а также статьи по описанию женской и мужской одежды всего Карабаха.
В настоящее время Фонд этнографии является одним из самых богатых фондов музея. Общая численность его коллекции достигает 9012 экспонатов. Самыми древними экспонатами являются подсвечник, ступка и мангал XII в. Среди наиболее интересных экспонатов, относящихся к XV—XVIII вв. и отличающихся богатством форм и содержания, особое внимание привлекают медная посуда, шёлковые ткани и образцы деревообрабатывающего ремесла. Большой интерес у специалистов, а также зрителей вызвала редкая миниатюра на шёлковой ткани, относящейся к XVII в. Значительная часть этих материалов используется в освещении экспозиции сефевидского периода. Большинство хранящихся в фонде экспонатов по материальной культуре азербайджанского народа относится к XIX — началу XX в.

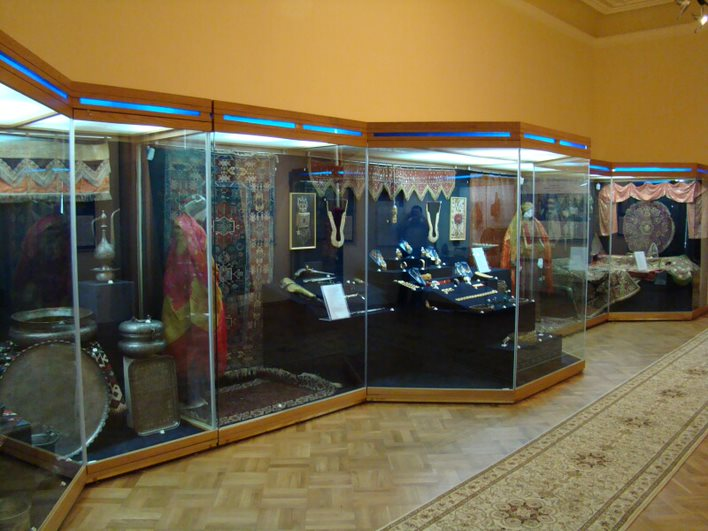
Фонд этнографии

Образцы материалов из меди, глины, дерева, ткани и ковры, воплощающие производственные традиции нашего народа, являются незаменимой научной базой для изучения национальных ценностей. В фонде хранятся также предметы быта, относящиеся к этническим меньшинствам, различным национальностям, живущим на территории Азербайджана. В фонде находятся также ковры и ковровые изделия, подаренные в разное время правительству, отдельным организациям, музею. Здесь также собрана богатая коллекция национальной одежды, являющейся одним из основных показателей материальной культуры азербайджанского народа. Большое историческое и художественное значение имеют чепкен (плечевая верхняя одежда) XVIII в. с серебряной обработкой, принадлежавший Афшарам, карабахский бахары (сезонная плечевая верхняя одежда) XIX в., одежда Хуршуд Бану Натаван.
В обогащении фонда новыми материалами, наряду с собирательской и закупочной деятельностью, важную роль играли этнографические экспедиции, продолжающиеся и по сей день. В этих экспедициях участвовали В. Ф. Трофимова, С.Казиев, З. А. Кильчевская, М.Кулиева, А.Измайлова, М.Атакишиева, Г.Абдулова, Т.Шириев и др.
Экспонаты Фонда этнографии были широко использованы на выставках, посвящённых Азербайджану, в Норвегии, Ватикане, городах Чехии — Остраве и Праге. Они были также представлены на выставках, проведённых в самом музее — «Кавказская Исламская армия» (2008), «Мир мугама» (2009), «Баку — столица исламской культуры» (2009), «Карабах — очаг древней культуры Азербайджана» (2010), «Жемчужины Национального музея истории Азербайджана» (2010), «Вторая жизнь музейных экспонатов» (2011), «Медная столовая посуда Азербайджана» (2013), «Аршин мал алан-100» (2013), «Подарки дружественных стран» (2014), «Нефтяная летопись Азербайджана» (2014).
Начиная с 50-х гг. прошлого века, отделом этнографии руководили М.Кулиев, А.Абдуллаев, А.Измайлова. Хранителями фонда этнографии, находившегося при отделе, были З. А. Кильчевская, М.Джабраилова, Н.Мехдиева, А.Дадашева, А.Рустамбекова. С 2006 года отдел стал именоваться научно-фондовым отделом этнографии и с того времени им руководит доктор философии по истории Гюльзаде Абдулова.
На основе фондовых материалов изданы каталоги «Хуршуд Бану Натаван-180» (2012), «Мирза Фатали Ахундзаде-200» (2012), «Карабахские ковры» (2013), «Ковры Баку, Ширвана, Губы» (2013), книга-альбом «Медная столовая посуда» (2013). К печати готовятся монография «Ювелирное искусство Азербайджана», каталоги «Тебризские ковры», «Гянджа-Газахские ковры», «Геометрические узоры на азербайджанском ковре», «Исламская культура и азербайджанский быт».

### Фонд нумизматики
Нумизматический кабинет (позднее фонд Нумизматики), открывшийся в 1920 году при отделе «Археологии, истории и этнографии» Музея истории Азербайджана, благодаря усилиям его первого руководителя — Евгения Александровича Пахомова (1880—1965), вскоре превратился в самый богатый фонд музея.
В первые годы существования фонда коллекция насчитывала всего 103 монеты, по данным на 1928 год — 4734, к 1939 г. — 16728 монет, а в настоящее время фонд представляет собой единый в Республике центр хранения, исследования и популяризации нумизматической коллекции, насчитывающей более 100 000 монет.
Основную часть коллекции составляют монеты, отчеканенные и обнаруженные на территории Азербайджанской Республики. Особую значимость среди них представляют монеты азербайджанских феодальных государств — Ширваншахов-Мазъядидов (IX—X), Саджидов (IX—X), Саларидов (X—XI), Шеддадидов (X—XI), Атабеков Азербайджана (XII—XIII), Гарагоюнлу, Аггоюнлу (XV), Сефевидов и азербайджанских ханств.

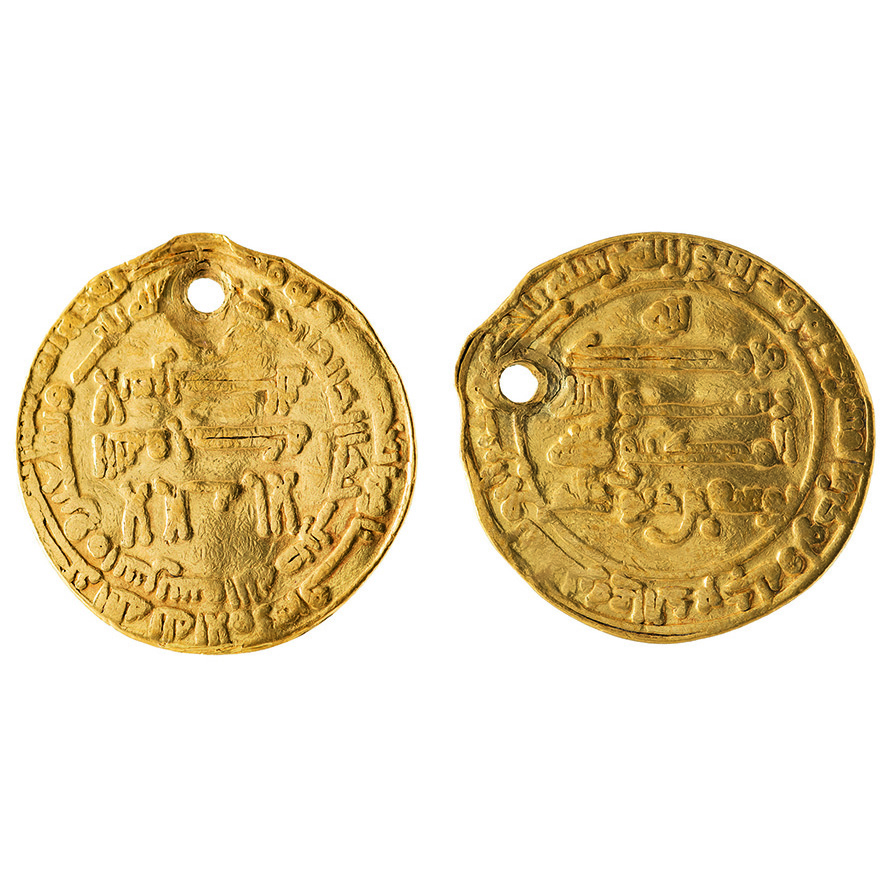
Золотой динар азербайджанского государства Саджидов

В фонде также имеются коллекции античных и восточных монет, городов Древней Греции, Римской, Византийской империй, эллинистических государств (Селевкидов, Парфии, Бактрии), Сасанидов, Арабского Халифата, Сельджуков, Эльханов, Джучидов, Османов, Афшаров, Каджаров, Бабуридов и др., найденные в Азербайджане, а также коллекции монет, представляющих почти все страны мира (Западная Европа, Россия, Индия, Китай и др.).
Формирование и последующие достижения азербайджанской нумизматики как науки связаны с деятельностью основателя Фонда нумизматики и длительное время являвшегося хранителем фонда Е. А. Пахомова. Комплектование фонда, регистрация и собирание монет в фонде, исследование и издание случайных находок монет на территории Азербайджана являются заслугой руководимого им фонда. Плодами деятельности Е.Пахомова стали свыше 100 статей по истории, археологии и нумизматике Азербайджана, книги «Монетные клады Азербайджана и других республик, областей и регионов Кавказа», «Монеты Грузии», «Монеты Азербайджана» и др.
Ввиду необходимости широкого научного исследования и издания многочисленных материалов Фонда нумизматики постановлением Президиума АН Азербайджанской ССР от 1968 года в музее был организован отдел «Нумизматики и эпиграфики», а ученик Е.Пахомова Али Раджабли стал заведующим отделом и фонда нумизматики. Наряду с преподавательским стажем в 50 лет в различных учебных заведениях, учёный добился успехов на научном поприще, и под его руководством были защищены три кандидатские диссертации. Воспитанники учёного — доктор философии по истории, доцент Санубар Гасымова и доктор философии по истории Айгюн Мамедова в настоящее время работают в качестве сотрудников Национального музея истории Азербайджана.
Научные работы исследователей прошлого века (А.Рагимова, К.Голенко, С.Мустафаевой, И.Бабаева, Л.Азимовой, Н.Синицыной) ссылаются на материалы Фонда нумизматики. Представленные к защите в Азербайджане кандидатские диссертации и статьи Г.Пиргулиевой, А.Гулиева, Т.Гулиева, С.Гасымовой, А.Мамедовой и других авторов отражают материалы Фонда нумизматики.
С 1998 года немонетные материалы Фонда нумизматики (печати, ордена, медали, марки, личные награды и т. д.) были выделены из коллекции фонда и переданы в созданный Фонд материалов вспомогательных исторических дисциплин.
В настоящее время усилиями сотрудников Фонда нумизматики и научного фонда «Нумизматики и эпиграфики» продолжается электронная паспортизация монет фонда, а также работа по изучению и популяризации.
В настоящее время руководителем научным Фондом Нумизматики и эпиграфики является доктор исторических наук, профессор Али Раджабли
.

### Фонд материалов вспомогательных исторических дисциплин
На основе части коллекции функционировавшего с первых дней создания Национального музея истории Азербайджана Фонда нумизматики в 1998 г. в Музее был создан Немонетный фонд. Сюда были переданы хранившиеся в Фонде нумизматики нагрудные значки, награды, марки, бумажные деньги, печати, личные вещи и др. В 2009 г. фонд стал называться Фондом фалеристики и глиптики, а с 2012 г., с учётом пополнением состава коллекции, был переименован в Фонд материалов вспомогательных исторических дисциплин.
В коллекции фалеристики фонда, насчитывающей более 30 000 единиц хранения, хранятся памятные настольные медали, ордена, значки, жетоны и другие знаки отличия. В коллекции фонда «Глиптика» представлены печати правителей и известных личностей разных эпох, почтовые и железнодорожные печати, российские и иностранные печати и др.
В коллекции бонистики фонда хранятся бумажные денежные знаки и ценные бумаги Российской Империи, Азербайджанской Демократической Республики, Азербайджанской ССР, Советского Союза, Южного Кавказа, современной Азербайджанской Республики, а также различных стран Востока и Запада.
Филателистические материалы фонда включают азербайджанские и зарубежные коллекции.
В коллекцию личных наград фонда входят ордена, медали и знаки отличия выдающихся учёных, врачей, педагогов, деятелей культуры и искусства, нефтяников, депутатов, рабочих и других специалистов.

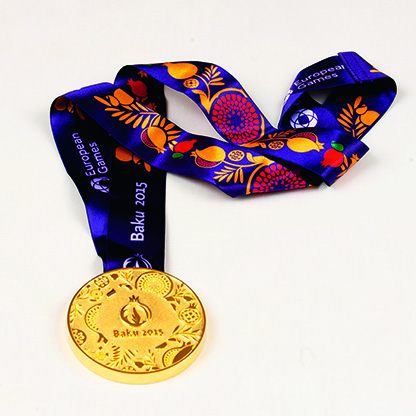
Золотая медаль I Европейских игр

Материалы фонда представлены в экспозиции музея, демонстрировались на отечественных и зарубежных международных выставках, и других культурных мероприятиях. В 2013 году издана книга-альбом «Бумажные денежные знаки и ценные бумаги Азербайджана» на основе коллекции бонистики фонда (составители: С.Гасымова и Р.Ахмедов). В 2014 году представлен к изданию каталог «Коллекция глиптики», завершена работа над книгой-альбомом «Фалеристика Азербайджана».
В настоящее время Фонд материалов вспомогательных исторических дисциплин насчитывает более 32 тысяч единиц хранения
— отдел «Глиптика» (печати, знаками собственности и т. д.) 360 единиц;
— отдел «Фалеристика» (ордена, медали, значки (в том числе сувенирные), настольные медали и плакетки, жетоны и т. д.) 2235 единиц;
— отдел «Бонистика» (денежные бумажные знаки, ассигнации, казначейские и кредитные билеты, военные (оккупационные) деньги, боны, ценные бумаги: векселя, акции, облигации и т. д.) 12 375 единиц;
— отдел «Филателия» (марки и т. д.) более 17 000 единиц;
— отдел «Личные награды» 1016 единиц.
С 1998 года фондом руководит доктор философии по истории, доцент Санубар Гасымова
.

### Фонд вспомогательных материалов
Фонд вспомогательных материалов Национального музея истории Азербайджана создан в январе 1979 года. В фонде хранятся материалы, отражающие разные периоды истории Азербайджана. Фонд состоит в основном из фотографий, газетных материалов и документов. Среди материалов фонда сохранились копии документов, относящихся к культуре и искусству, экономике и сельскому хозяйству XX века, Первой и Второй мировых войн и современного периода. В настоящее время в фонде насчитывается 7189 единиц хранения. Хотя большинство представленных здесь материалов не являются оригинальными, каждый из них имеет особое историческое значение. В разные периоды фонд возглавляли С. Джахангирова, Р. Султанов, С. Ахундова. В настоящее время хранителем фонда является Мехрибан Мехтиева.

### О лаборатории Реставрационные работы
Реставрация музейных экспонатов ведётся с момента создания Музея истории Азербайджана. Первоначально реставрационные и консервационные работы проводились в основном над археологическими находками. Однако по мере пополнения музейных коллекций различными экспонатами, возникла необходимость в привлечении профильных специалистов-реставраторов. Большинство сотрудников Лаборатории получили соответствующее образование и обладают многолетним опытом реставрационных работ. В настоящее время в лаборатории работают 13 сотрудников — специалистов по металлу, керамике, дереву, текстилю (ковры и вышивка), живописи и графике. В целях повышения квалификации сотрудники лаборатории регулярно обращаются к различным новым публикациям в области реставрации и консервации, применяют передовые методы в своей работе. Деятельность лаборатории была представлена на прошедшей в 2010 году в Музее выставке «Вторая жизнь музейных экспонатов».